# 루카스 지 아제베두 마세두
루카스 지 아제베두 마세두(포르투갈어: Lucas de Azevedo Macedo, 1997년 3월 30일~)는 브라질의 축구 선수이다.